# ناما حريرية
ناما حريرية (الاسم العلمي:Nama sericea) هي نوع من النباتات يتبع جنس الناما من الفصيلة الحمحمية.